# Boy Krazy
Boy Krazy est un girl group américain, originaire de New York, actif entre 1991 et 1993.

## Histoire
Boy Krazy se compose à ses débuts des chanteuses et danseuses Kimberly Blake, Josselyne Jones, Johnna Lee Cummings, Ruth Ann Roberts, âgée d'à peine 14 ans, et Renée Veneziale. Le groupe est formé par l'équipe de producteurs britanniques Stock Aitken Waterman. Le premier single That's What Love Can Do sort en 1991, mais n'a pas réussi à se classer dans les charts dans un premier temps. Peu de temps après, Renée Veneziale quitte le groupe.
En 1993, leur premier album éponyme sort. En outre, une vidéo de That's What Love Can Do est produite. Le single nouvellement sorti atteint la 18e place du Billboard Hot 100. Un autre single, Good Times with Bad Boys, atteint la 58e place. L'album n'a pas atteint les hit-parades. Pour Stock Aitken Waterman, il devait s'agir de son dernier hit. Peu après, le groupe se sépare.
Alors que Ruth Ann Roberts se lance dans la télévision sous son nom de naissance Rue DeBona, seule Johnna Lee Cummings réussit à rester dans le monde de la musique. En 1996, elle sort son album solo Pride, qui ne connait toutefois qu'un succès mitigé. L'album Boy Krazy est réédité en 2010 par Rough Trade en tant que édition special expanded, et complété par des chansons inédites ainsi que les faces B des singles (différents remixes),.
Renee Veneziale chante avec différents groupes, dont Fig, Delux et RnR. Elle travaille également comme actrice de théâtre et est professeur de yoga. En août 2009, le catalogue de Boy Krazy est réédité sur iTunes, avec trois chansons enregistrées pour l'album mais jamais sorties : Exception to the Rule, I'll Never Get Another Chance Like this et Don't Wanna Let You Go. Un grand nombre de remixes inédits sont également publiés, y compris des mixes commandés pour le quatrième single Love Is a Freaky Thing, qui ne sortira jamais.

## Discographie

### Albums studio
- 1993 : Boy Krazy (PolyGram)

### Singles
- 1991 : That's What Love Can Do (18e des charts américains, 54e des charts allemands[4])
- 1992 : All You Have to Do
- 1993 : Good Times With Bad Boys (59e des charts américains[4])